# Flughafen Redmond

i8
i11
i13
Der Flughafen Redmond, auch als Roberts Field bekannt, ist ein Flughafen im Bundesstaat Oregon in den Vereinigten Staaten.
Er versorgt in Central Oregon gelegen vor allem die Countys Deschutes, Crook und Jefferson.

## Lage und Verkehrsanbindung
Der Redmond Municipal Airport liegt im Deschutes County, drei Kilometer südöstlich des Stadtzentrums von Redmond und 25 Kilometer nordöstlich des Stadtzentrums von Bend. Der U.S. Highway 97 verläuft westlich des Flughafens, während die Oregon Route 126 nördlich des Flughafens verläuft.

## Geschichte
Der Flughafen, der nahe der Stadt Redmond, Oregon liegt, wurde in den 1920er Jahren gebaut. Ab 1940 fanden hier erste Linienflüge durch die Oregon Airways statt. Die USA nutzte den Flughafen während des Zweiten Weltkrieges als eine Basis für Bombenflugzeuge. Nach dem Ende des Krieges wurde der Flughafen im Jahr 1946 von den USA an die Stadt Redmond für den symbolischen Preis von 1 Dollar verkauft.
In den darauffolgenden Jahren wurde der Flughafen zum Zivilflughafen umgerüstet. So folgte die Eröffnung eines Passagierterminals im Jahr 1950, woraufhin unter anderem United Airlines Redmond in den Flugplan aufnahmen. Das Terminal wurde erst 1981 durch einen Neubau ersetzt, der noch heute nach zahlreichen Umbauten und Erweiterungen in Betrieb ist.
Heute wird der Flughafen, der sich seit dem Verkauf 1946 noch immer in der Hand der Stadt Redmond befindet, von etlichen Fluggesellschaften angeflogen, die ihn mit verschiedenen Zielen in den USA verknüpfen.

## Flughafenanlagen

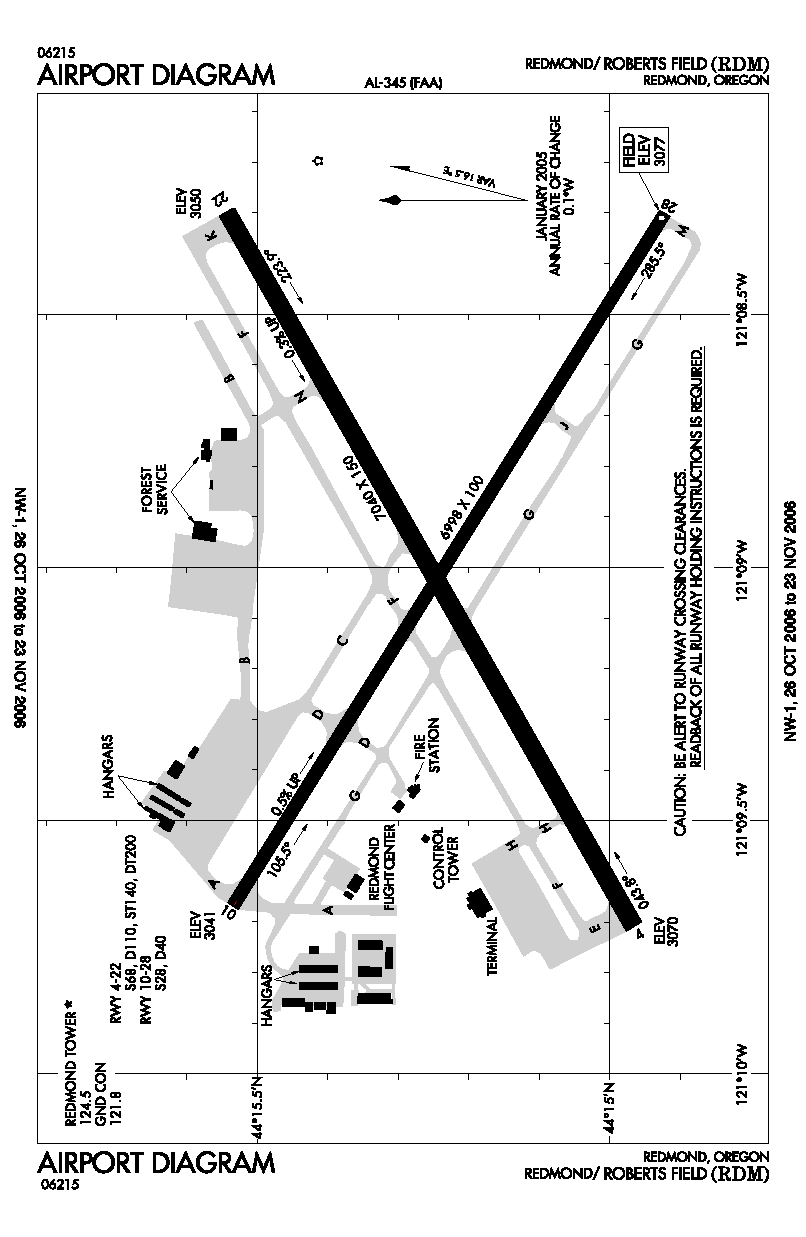
Flughafendiagramm (veraltet)

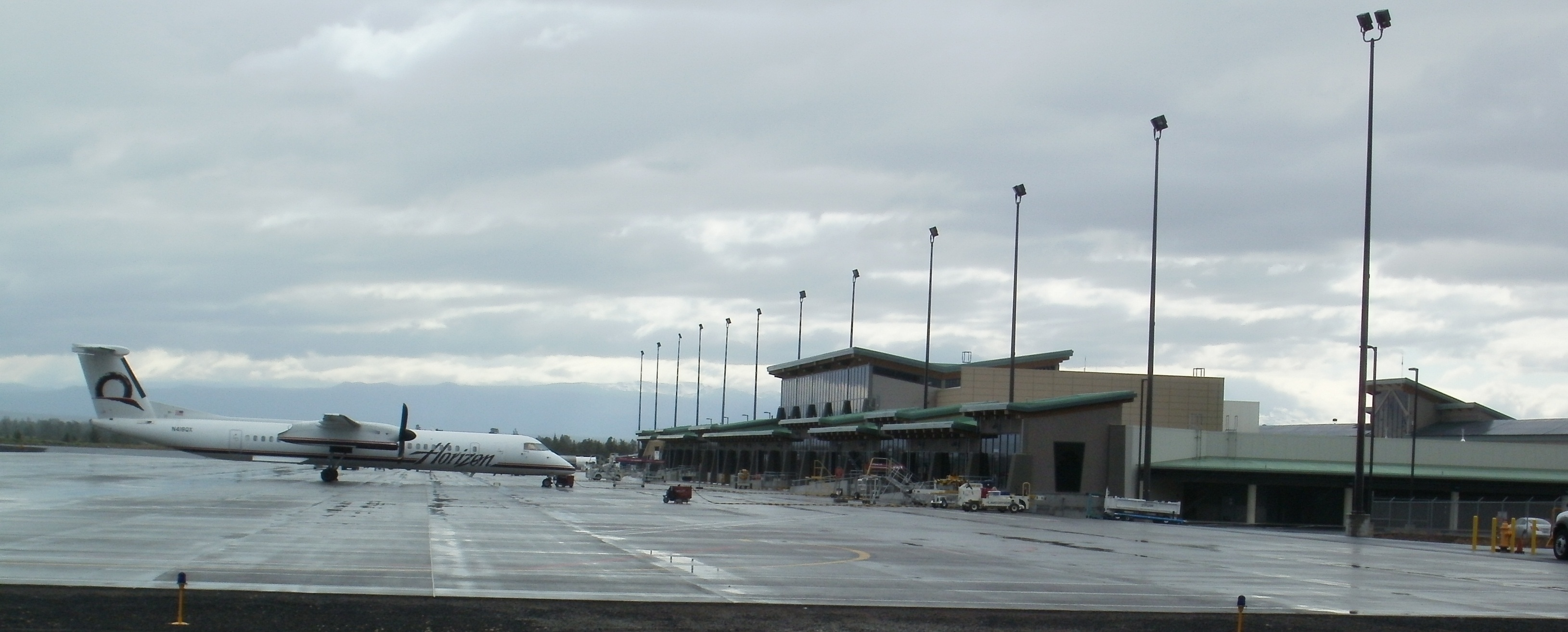
Das Vorfeld

Der Redmond Municipal Airport hat eine Gesamtfläche von 1019 Hektar.

### Start- und Landebahnen
Der Redmond Airport verfügt über drei Start- und Landebahnen. Die längste Start- und Landebahn trägt die Kennung 05/23, ist 2.145 Meter lang und 46 Meter breit. Die parallele Start- und Landebahn 11/29 ist 2.135 Meter lang und 30 Meter breit. Alle Start- und Landebahnen verfügen über einen Belag aus Asphalt.

### Terminal
Der Redmond International Airport verfügt über ein Passagierterminal mit einer Grundfläche von rund 132.000 Quadratfuß beziehungsweise 12.263 Quadratmetern. Das Terminal ist mit sechs Flugsteigen ausgestattet, Fluggastbrücken sind jedoch nicht vorhanden.
1981 wurde das erste Passagierterminal am heutigen Standort errichtet, es hatte eine Größe von lediglich 8.000 Quadratfuß. Von 1992 bis 1993 wurde es auf 23.000 Quadratfuß erweitert. Zwischen 2008 und 2010 wurde das Passagierterminal dann auf die heutige Größe erweitert.

### Sonstige Einrichtungen
An der nördlichen Seite des Flughafengeländes befindet sich das United States Forest Service Redmond Air Center mit einem eigenen, nicht-öffentlichen Hubschrauberlandeplatz. Der Landeplatz hat eine Länge und Breite von rund 15 Metern und einen Belag aus Beton. Der Standort ist zudem in eine Basis für Feuerspringer und eine Basis für Löschflugzeuge unterteilt.

## Fluggesellschaften und Ziele
Der Redmond Municipal Airport wird von den Fluggesellschaften Alaska Airlines, Allegiant Air, American Airlines, Boutique Air, Delta Air Lines und United Airlines genutzt. Künftig soll zudem die Fluggesellschaft Avelo Airlines hinzukommen. Die Flüge werden vor allem von Regionalfluggesellschaften durchgeführt. Im Jahr 2020 hatte SkyWest Airlines einen Anteil von 53,43 Prozent an den abfliegenden Passagieren, gefolgt von Horizon Air mit 41,06 Prozent.
Der Redmond Municipal Airport wird hauptsächlich mit den großen Drehkreuzen in den Vereinigten Staaten verbunden.

## Verkehrszahlen
| Jahr | Fluggastaufkommen |
| ---- | ----------------- |
| 2020 | 462.036           |
| 2019 | 999.861           |
| 2018 | 890.878           |
| 2017 | 757.182           |
| 2016 | 627.690           |
| 2015 | 574.233           |
| 2014 | 524.498           |
| 2013 | 489.510           |
| 2012 | 477.251           |
| 2011 | 483.583           |
| 2010 | 471.995           |
| 2009 | 464.774           |
| 2008 | 492.953           |
| 2007 | 491.356           |
| 2006 | 427.769           |
| 2005 | 375.421           |
| 2004 | 311.873           |
| 2003 | 291.913           |
| 2002 | 287.936           |
| 2001 | 316.702           |
| 2000 | 321.869           |
| 1999 | 289.848           |
| 1998 | 252.941           |
| 1997 | 221.822           |

### Verkehrsreichste Strecken
| Rang | Stadt                       | Passagiere | Fluggesellschaften |
| ---- | --------------------------- | ---------- | ------------------ |
| 01   | Seattle/Tacoma, Washington  | 74.330     | Alaska, Delta      |
| 02   | San Francisco, Kalifornien  | 27.230     | Alaska, United     |
| 03   | Denver, Colorado            | 23.680     | United             |
| 04   | Salt Lake City, Utah        | 21.480     | Delta              |
| 05   | Portland, Oregon            | 20.370     | Alaska, Boutique   |
| 06   | Phoenix–Sky Harbor, Arizona | 18.340     | American           |
| 07   | Los Angeles, Kalifornien    | 17.560     | Alaska, United     |
| 08   | San Diego, Kalifornien      | 10.990     | Alaska             |
| 09   | Phoenix–Mesa, Arizona       | 6.160      | Allegiant          |
| 10   | Las Vegas, Nevada           | 4.330      | Allegiant          |